# جورج كوب (مدرب كرة سلة)
جورج كوب (بالإنجليزية: George Cobb)‏ هو مدرب كرة سلة أمريكي، ولد في 26 أغسطس 1885 في غرانبي في الولايات المتحدة، وتوفي في 13 فبراير 1957 في مقاطعة ويكوميكو في الولايات المتحدة.

## وصلات خارجية
- جورج كوب على موقع كلية كرة السلة في سبورتس رفرنس.كوم (الإنجليزية)